# Vild med dans (sæson 11)
Den 11. sæson af Vild med dans blev sendt den fra 12. september 2014 og den 28. november 2014, hvor finalen fandt sted.
Claus Elming og Sarah Grünewald for anden gang værter. Tidligere Andrea Elisabeth Rudolph vendte tilbage som vært for et enkelt program, hvor der blev samlet ind til Kræftens Bekæmpelse. 
Dommerpanelet bestod af de samme fire som i den foregående sæson; Jens Werner, Anne Laxholm, Britt Bendixen og Nikolaj Hübbe. 
De tolv par blev offentliggjort mandag den 18. august 2014.

## Par
Den tre første kendte, der blev afsløret, var Paprika Steen, Line Kruse og Ditte Ylva Olsen. Resten af navnene blev offentliggjort mandag den 18. august.
| #  | Kendt                       | Profession                 | Danser               | Status      |
| -- | --------------------------- | -------------------------- | -------------------- | ----------- |
| 12 | Thomas Wivel                | Komiker                    | Katrine Bonde        | Ude         |
| 11 | Erik Brandt                 | Modeskaber                 | Vivi Siggaard        | Ude         |
| 10 | USO                         | Rapper                     | Jenna Bagge          | Ude         |
| 9  | Tine Baun                   | Tidligere badmintonspiller | Frederik Nonnemann   | Ude         |
| 8  | Besir Zeciri                | Skuespiller                | Mie Moltke           | Udgik       |
| 7  | Line Kruse                  | Skuespiller                | Michael Olesen       | Ude         |
| 6  | Helge Vammen                | Gymnast                    | Sofie Kruuse         | Ude         |
| 5  | Paprika Steen               | Skuespiller                | Mads Vad             | Ude         |
| 4  | Ditte Ylva Olsen            | Skuespiller                | Morten Kjeldgaard    | Ude         |
| 3  | Astrid Krag                 | Politiker                  | Thomas Evers Poulsen | Tredjeplads |
| 2  | Johannes Nymark             | Skuespiller og sanger      | Claudia Rex          | Andenplads  |
| 1  | Sara Maria Franch-Mærkedahl | Vejrvært                   | Silas Holst          | Vindere     |

## Resultater
| Par                | Plads | 1/2 | 3  | 4  | 5  | 6  | 7  | 8        | 7+8 | 9       | 10       | 11       | 12           |
| ------------------ | ----- | --- | -- | -- | -- | -- | -- | -------- | --- | ------- | -------- | -------- | ------------ |
| Sara Maria & Silas | 1     | 18  | 23 | 18 | 33 | 25 | 28 | 36+33=69 | 97  | 35+4=39 | 37+38=75 | 38+40=78 | 40+36+40=116 |
| Johannes & Claudia | 2     | 15  | 21 | 24 | 28 | 19 | 33 | 32+33=65 | 98  | 37+5=42 | 32+37=69 | 40+40=80 | 36+40+38=114 |
| Astrid & Thomas    | 3     | 10  | 12 | 16 | 21 | 14 | 18 | 19+33=52 | 70  | 28+2=30 | 30+32=62 | 32+36=68 |              |
| Ditte & Morten     | 4     | 12  | 19 | 17 | 26 | 18 | 23 | 19+33=52 | 75  | 31+3=34 | 29+33=62 |          |              |
| Paprika & Mads     | 5     | 17  | 14 | 18 | 21 | 20 | 24 | 21+33=54 | 78  | 26+1=27 |          |          |              |
| Helge & Sofie      | 6     | 8   | 10 | 11 | 14 | 8  | 12 | 12+33=45 | 57  |         |          |          |              |
| Line & Michael     | 7     | 11  | 18 | 18 | 27 | 19 |    |          |     |         |          |          |              |
| Besir & Mie        | 8     | 15  | 18 | 15 | 24 | —  |    |          |     |         |          |          |              |
| Tine & Frederik    | 9     | 8   | 14 | 14 | 14 |    |    |          |     |         |          |          |              |
| USO & Jenna        | 10    | 13  | 13 | 13 |    |    |    |          |     |         |          |          |              |
| Erik & Vivi        | 11    | 6   | 9  |    |    |    |    |          |     |         |          |          |              |
| Thomas & Katrine   | 12    | 9   |    |    |    |    |    |          |     |         |          |          |              |

     indikerer parret, der fik førstepladsen
     indikerer parret, der fik andenpladsen
     indikerer parret, der var i bunden men gik videre
     indikerer parret, der blev udgik
     indikerer parret, der blev stemt ud
Grønne tal indikerer de højeste point for hver uge
Røde tal indikerer de laveste point for hver uge

### Gennemsnit
| Plads ift. gennemsnit | Plads | Par                | Total | Antal danse | Gennemsnit |
| --------------------- | ----- | ------------------ | ----- | ----------- | ---------- |
| 1                     | 1     | Sara Maria & Silas | 518   | 16          | 32.4       |
| 2                     | 2     | Johannes & Claudia | 505   | 16          | 31.6       |
| 3                     | 4     | Ditte & Morten     | 260   | 11          | 23.6       |
| 4                     | 3     | Astrid & Thomas    | 301   | 13          | 23.2       |
| 5                     | 5     | Paprika & Mads     | 194   | 9           | 21.6       |
| 6                     | 7     | Line & Michael     | 93    | 5           | 18.6       |
| 7                     | 8     | Besir & Mie        | 72    | 4           | 18.0       |
| 8                     | 6     | Helge & Sofie      | 108   | 8           | 13.5       |
| 9                     | 10    | USO & Jenna        | 39    | 3           | 13.0       |
| 10                    | 9     | Tine & Frederik    | 50    | 4           | 12.5       |
| 11                    | 12    | Thomas & Katrine   | 9     | 1           | 9.0        |
| 12                    | 11    | Erik & Vivi        | 15    | 2           | 7.5        |

## Danse og sange

### Uge 1: Premiere
| Nummer | Rækkefølge                     | Dans        | Musik                                     | Werner | Laxholm | Bendixen | Hübbe | Point | Resultat |
| ------ | ------------------------------ | ----------- | ----------------------------------------- | ------ | ------- | -------- | ----- | ----- | -------- |
| —      | De tolv professionelle dansere | Fællesdans  | Pump Up the Jam — The Lost Fingers        | —      | —       | —        | —     | —     | —        |
| 1      | Line & Michael                 | Cha-cha-cha | Domino — Jessie J                         | 3      | 3       | 3        | 2     | 11    | Videre   |
| 2      | Astrid & Thomas                | Vals        | What a Wonderful World — Louis Armstrong  | 2      | 3       | 3        | 2     | 10    | Omdans   |
| 3      | Johannes & Claudia             | Cha-cha-cha | Maps — Maroon 5                           | 4      | 3       | 4        | 4     | 15    | Videre   |
| —      | De resterende seks par         | Fællesdans  | Giv slip — Medina                         | —      | —       | —        | —     | —     | —        |
| 4      | Sara Maria & Silas             | Vals        | Stay — Sara Bareilles                     | 5      | 5       | 4        | 4     | 18    | Videre   |
| 5      | Helge & Sofie                  | Cha-cha-cha | Love Never Felt So Good — Michael Jackson | 2      | 2       | 2        | 2     | 8     | Videre   |
| 6      | Erik & Vivi                    | Vals        | Glemmer du — Liva Weel                    | 1      | 1       | 2        | 2     | 6     | Videre   |

- I den første uge dansede kun seks af parrene om point fra dommere og seere. Parret, der fik lavest point, skulle i omdans ugen efter.

### Uge 2
| Nummer | Rækkefølge             | Dans        | Musik                                           | Werner | Laxholm | Bendixen | Hübbe | Point | Resultat |
| ------ | ---------------------- | ----------- | ----------------------------------------------- | ------ | ------- | -------- | ----- | ----- | -------- |
| 1      | Ditte & Morten         | Cha-cha-cha | Sky Full of Stars — Coldplay                    | 3      | 3       | 3        | 3     | 12    | Videre   |
| 2      | Besir & Mie            | Vals        | Are You Lonesome Tonight — Elvis Presley        | 4      | 3       | 4        | 4     | 15    | Videre   |
| 3      | Paprika & Mads         | Cha-cha-cha | Rather Be — Clean Bandit feat. Jess Glynne      | 4      | 4       | 5        | 4     | 17    | Videre   |
| —      | De resterende seks par | Fællesdans  | Million — Joey Moe                              | —      | —       | —        | —     | —     | —        |
| 4      | Thomas & Katrine       | Vals        | I Know What Love's All About — Anthony Hamilton | 2      | 2       | 3        | 2     | 9     | Omdans   |
| 5      | USO & Jenna            | Cha-cha-cha | Marilyn Monroe — Pharrell Williams              | 4      | 3       | 3        | 3     | 13    | Videre   |
| 6      | Tine & Frederik        | Vals        | Let It Go — Demi Lovato                         | 1      | 2       | 3        | 2     | 8     | Videre   |

- I den anden uge skulle de seks par, der ikke fik point i den første uge, danse. Parret, der fik lavest point, skulle i omdans mod parret med de laveste point fra ugen før.

#### Omdans for uge 1 og 2
| Nummer | Rækkefølge       | Dans | Musik                                           | Werner | Laxholm | Bendixen | Hübbe | Point | Resultat |
| ------ | ---------------- | ---- | ----------------------------------------------- | ------ | ------- | -------- | ----- | ----- | -------- |
| 1      | Astrid & Thomas  | Vals | What a Wonderful World — Louis Armstrong        | 2      | 3       | 3        | 2     | 10    | Videre   |
| 2      | Thomas & Katrine | Vals | I Know What Love's All About — Anthony Hamilton | 2      | 2       | 3        | 2     | 9     | Ude      |

### Uge 3
| Nummer | Rækkefølge         | Dans      | Musik                                              | Werner | Laxholm | Bendixen | Hübbe | Point | Resultat |
| ------ | ------------------ | --------- | -------------------------------------------------- | ------ | ------- | -------- | ----- | ----- | -------- |
| 1      | Johannes & Claudia | Quickstep | A Cool Cat in Town — Tape Five                     | 5      | 6       | 5        | 5     | 21    | Videre   |
| 2      | Astrid & Thomas    | Pasodoble | Uno Paso Mas — Traditionel                         | 3      | 3       | 3        | 3     | 12    | Videre   |
| 3      | Besir & Mie        | Jive      | Hanky Panky — Madonna                              | 5      | 5       | 4        | 4     | 18    | Videre   |
| 4      | Paprika & Mads     | Tango     | Money on My Mind — Sam Smith                       | 3      | 4       | 4        | 3     | 14    | Videre   |
| 5      | Sara Maria & Silas | Pasodoble | Syd for Køge — Monrad & Rislund                    | 6      | 6       | 5        | 6     | 23    | Videre   |
| 6      | Line & Michael     | Quickstep | Wings — Little Mix                                 | 4      | 5       | 4        | 5     | 18    | Videre   |
| 7      | USO & Jenna        | Tango     | Addicted to You — Avicii                           | 2      | 3       | 4        | 4     | 13    | Videre   |
| 8      | Tine & Frederik    | Jive      | Love Me Right — The Swag Geeks feat. Brook Penning | 3      | 4       | 3        | 4     | 14    | Omdans   |
| 9      | Erik & Vivi        | Pasodoble | Malaguena — Traditionel                            | 2      | 2       | 2        | 3     | 9     | Ude      |
| 10     | Helge & Sofie      | Quickstep | Rhythm of the Night — Hot Shotzz                   | 3      | 2       | 2        | 3     | 10    | Videre   |
| 11     | Ditte & Morten     | Tango     | Lovers on the Sun — David Guetta feat. Sam Martin  | 5      | 5       | 4        | 5     | 19    | Videre   |

### Uge 4
| Nummer | Rækkefølge         | Dans      | Musik                                             | Werner | Laxholm | Bendixen | Hübbe | Point | Resultat |
| ------ | ------------------ | --------- | ------------------------------------------------- | ------ | ------- | -------- | ----- | ----- | -------- |
| 1      | Sara Maria & Silas | Quickstep | Cliché Love Song — Basim                          | 5      | 5       | 4        | 4     | 18    | Videre   |
| 2      | Line & Michael     | Pasodoble | Your Body — Volbeat                               | 4      | 5       | 4        | 5     | 18    | Videre   |
| 3      | USO & Jenna        | Jive      | She Said — Plan B                                 | 3      | 4       | 3        | 3     | 13    | Ude      |
| 4      | Tine & Frederik    | Tango     | Black and Gold — Sam Sparro                       | 3      | 3       | 4        | 4     | 14    | Videre   |
| 5      | Johannes & Claudia | Pasodoble | Somebody Told Me — The Killers                    | 7      | 6       | 5        | 6     | 24    | Videre   |
| 6      | Astrid & Thomas    | Quickstep | Vi ka' li' at ha' noget at rive i — Venter på Far | 4      | 4       | 4        | 4     | 16    | Videre   |
| 7      | Ditte & Morten     | Jive      | Shake It Off — Taylor Swift                       | 6      | 4       | 3        | 4     | 17    | Videre   |
| 8      | Besir & Mie        | Tango     | You Know I'm No Good — Amy Winehouse              | 4      | 4       | 3        | 4     | 15    | Omdans   |
| 9      | Helge & Sofie      | Pasodoble | Fuegos Paso — Traditionel                         | 2      | 3       | 3        | 3     | 11    | Videre   |
| 10     | Paprika & Mads     | Jive      | Choo Choo Ch'Boogie — Louis Jordan                | 4      | 5       | 5        | 4     | 18    | Videre   |

### Uge 5
| Nummer | Rækkefølge         | Dans  | Musik                                         | Werner | Laxholm | Bendixen | Hübbe | Point | Resultat |
| ------ | ------------------ | ----- | --------------------------------------------- | ------ | ------- | -------- | ----- | ----- | -------- |
| 1      | Helge & Sofie      | Rumba | Susanne, Birgitte og Hanne — Otto Brandenburg | 4      | 4       | 3        | 3     | 14    | Videre   |
| 2      | Tine & Frederik    | Samba | Mine øjne de skal se — Lis Sørensen           | 4      | 4       | 3        | 3     | 14    | Ude      |
| 3      | Paprika & Mads     | Rumba | To lys på et bord — Otto Brandenburg          | 5      | 6       | 5        | 5     | 21    | Videre   |
| 4      | Besir & Mie        | Samba | Angelique — Dario Campeotto                   | 7      | 6       | 5        | 6     | 24    | Omdans   |
| 5      | Ditte & Morten     | Rumba | Så længe jeg lever — John Mogensen            | 8      | 7       | 5        | 6     | 26    | Videre   |
| 6      | Astrid & Thomas    | Samba | Kender du det — Søren Kragh-Jacobsen          | 5      | 5       | 5        | 6     | 21    | Videre   |
| 7      | Line & Michael     | Rumba | Stille før storm — Sebastian/Lis Sørensen     | 7      | 7       | 6        | 7     | 27    | Videre   |
| 8      | Sara Maria & Silas | Samba | Ta' med ud og fisk — Gitte Hænning            | 9      | 8       | 8        | 8     | 33    | Videre   |
| 9      | Johannes & Claudia | Rumba | Barndommens gade — Anne Linnet                | 6      | 7       | 8        | 7     | 28    | Videre   |

### Uge 6
| Nummer | Rækkefølge         | Dans       | Musik                                                   | Werner | Laxholm | Bendixen | Hübbe | Point | Resultat |
| ------ | ------------------ | ---------- | ------------------------------------------------------- | ------ | ------- | -------- | ----- | ----- | -------- |
| 1      | Astrid & Thomas    | Jive       | Good Times — The Jam Band feat. Stine Bramsen           | 3      | 4       | 3        | 4     | 14    | Videre   |
| 2      | Johannes & Claudia | Vals       | It is You (I Have Loved) — Dana Glover                  | 4      | 5       | 5        | 5     | 19    | Videre   |
| 3      | Ditte & Morten     | Wienervals | A Thousand Years — Christina Perri                      | 6      | 4       | 4        | 4     | 18    | Omdans   |
| 4      | Helge & Sofie      | Vals       | Listen — Beyoncé                                        | 2      | 2       | 2        | 2     | 8     | Videre   |
| 5      | Sara Maria & Silas | Jive       | History Repeating — Propellerheads feat. Shirley Bassey | 7      | 6       | 6        | 6     | 25    | Videre   |
| 6      | Paprika & Mads     | Wienervals | How Far You Go — Tim Christensen                        | 5      | 5       | 5        | 5     | 20    | Videre   |
| 7      | Line & Michael     | Vals       | You Raised Me Up — Josh Groban                          | 5      | 4       | 5        | 5     | 19    | Ude      |

- Besir Zeciri har meddelt at han stopper i TV-programmet på grund af den hjernerystelse han pådrog sig da han blev overfaldet.[4].

### Uge 7
| Nummer | Rækkefølge         | Dans       | Musik                               | Werner | Laxholm | Bendixen | Hübbe | Point |
| ------ | ------------------ | ---------- | ----------------------------------- | ------ | ------- | -------- | ----- | ----- |
| 1      | Paprika & Mads     | Samba      | Crazy in Love — Beyoncé             | 6      | 6       | 6        | 6     | 24    |
| 2      | Helge & Sofie      | Jive       | Kiss You — One Direction            | 3      | 3       | 3        | 3     | 12    |
| 3      | Astrid & Thomas    | Wienervals | De druknede sjæle — Poul Krebs      | 5      | 5       | 4        | 4     | 18    |
| 4      | Johannes & Claudia | Jive       | Don't Stop the Beat — Hairspray OST | 9      | 8       | 8        | 8     | 33    |
| 5      | Ditte & Morten     | Samba      | Diamonds — Rihanna                  | 6      | 5       | 6        | 6     | 23    |
| 6      | Sara Maria & Silas | Wienervals | Det kribler — Barbara Moleko        | 7      | 7       | 7        | 7     | 28    |

- I denne uge blev der også samlet ind til Kræftens Bekæmpelse, og overskuddet fra seernes sms-stemmer gik til formålet[5]. Derudover havde de fire dommere planlagt hvert deres danseshow med et selvvalgt dansehold, hvor den vindende dommer blev fundet på seernes stemmer.

#### Dommerkonkurrencen
| Nummer | Rækkefølge     | Musik                                       | Resultat |
| ------ | -------------- | ------------------------------------------- | -------- |
| 1      | Britt Bendixen | A Little Party Never Killed Nobody — Fergie | Ude      |
| 2      | Jens Werner    | —                                           | Ude      |
| 3      | Anne Laxholm   | Strangers on the Shore — Acker Bilk         | Vinder   |
| 4      | Nikolaj Hübbe  | Den døende svane                            | Ude      |

### Uge 8
| Nummer | Rækkefølge                                        | Dans        | Musik                               | Werner | Laxholm | Bendixen | Hübbe | Point | Resultat |
| ------ | ------------------------------------------------- | ----------- | ----------------------------------- | ------ | ------- | -------- | ----- | ----- | -------- |
| 1      | Ditte & Morten                                    | Quickstep   | Can't Touch It — Rickie-Lee         | 5      | 4       | 5        | 5     | 19    | Videre   |
| 2      | Sara Maria & Silas                                | Cha-cha-cha | All About The Bass — Meghan Trainor | 9      | 9       | 9        | 9     | 36    | Videre   |
| 3      | Helge & Sofie                                     | Tango       | Love Runs Up — One Republic         | 3      | 3       | 3        | 3     | 12    | Ude      |
| 4      | Paprika & Mads                                    | Quickstep   | That Man — Caro Emerald             | 6      | 5       | 5        | 5     | 21    | Omdans   |
| 5      | Astrid & Thomas                                   | Cha-cha-cha | Ønskeøen — AndyOp                   | 5      | 5       | 4        | 5     | 19    | Videre   |
| 6      | Johannes & Claudia                                | Tango       | Too Close — Alex Clare              | 8      | 8       | 8        | 8     | 32    | Videre   |
| —      | Ditte & Morten Sara Maria & Silas Helge & Sofie   | Fællesdans  | Happy Feet — Paul Whiteman          | 9      | 8       | 8        | 8     | 33    | —        |
| —      | Paprika & Mads Astrid & Thomas Johannes & Claudia | Fællesdans  | Puttin' on the Ritz — Harry Richman | 9      | 8       | 8        | 8     | 33    | —        |

- I den ottende uge skulle de resterende par ud i én individuel dans, og derefter delte parrene sig i to hold, der hver især optrådte med én fællesdans. Parrene i den fællesdans, som fik flest point fra dommerne, fik to ekstra point.

### Uge 9
| Nummer | Rækkefølge         | Dans      | Musik                                        | Werner | Laxholm | Bendixen | Hübbe | Point | Resultat |
| ------ | ------------------ | --------- | -------------------------------------------- | ------ | ------- | -------- | ----- | ----- | -------- |
| 1      | Sara Maria & Silas | Tango     | When Doves Cry — Quindon Tarver              | 9      | 8       | 9        | 9     | 35    | Videre   |
| 2      | Paprika & Mads     | Pasodoble | Paso Doble — Ross Mitchell                   | 6      | 6       | 7        | 7     | 26    | Ude      |
| 3      | Johannes & Claudia | Samba     | Run the Show — Kat DeLuna feat. Busta Rhymes | 10     | 8       | 9        | 10    | 37    | Videre   |
| 4      | Astrid & Thomas    | Tango     | Cry Me a River — Etta James                  | 7      | 7       | 7        | 7     | 28    | Videre   |
| 5      | Ditte & Morten     | Pasodoble | Let You Go — Chase & Status feat. Mali       | 8      | 7       | 8        | 8     | 31    | Omdans   |
| —      | Sara Maria & Silas | Disko     | Love is in Control — Donna Summer            | —      | —       | —        | —     | 4     | —        |
| —      | Paprika & Mads     | Disko     | Love is in Control — Donna Summer            | —      | —       | —        | —     | 1     | —        |
| —      | Johannes & Claudia | Disko     | Love is in Control — Donna Summer            | —      | —       | —        | —     | 5     | —        |
| —      | Astrid & Thomas    | Disko     | Love is in Control — Donna Summer            | —      | —       | —        | —     | 2     | —        |
| —      | Ditte & Morten     | Disko     | Love is in Control — Donna Summer            | —      | —       | —        | —     | 3     | —        |

- I den niende uge dansede parrene én af deres individuelle danse. Derudover deltog de alle for første gang i programmets historie i et disko-maraton.[6]

### Uge 10: Kvartfinale
| Nummer | Rækkefølge         | Dans             | Musik                                               | Werner | Laxholm | Bendixen | Hübbe | Point | Resultat |
| ------ | ------------------ | ---------------- | --------------------------------------------------- | ------ | ------- | -------- | ----- | ----- | -------- |
| 1      | Johannes & Claudia | Wienervals       | Everybody Hurts — R.E.M.                            | 8      | 8       | 8        | 8     | 32    | Omdans   |
| 1      | Johannes & Claudia | Argentinsk tango | Recuerdo — Sexteto Mayor                            | 9      | 9       | 9        | 10    | 37    | Omdans   |
| 2      | Astrid & Thomas    | Rumba            | Hjem — Sanne Salomonsen                             | 8      | 8       | 7        | 7     | 30    | Videre   |
| 2      | Astrid & Thomas    | Argentinsk tango | Muneca Monera — Argentina Tango Orchestra           | 8      | 8       | 8        | 8     | 32    | Videre   |
| 3      | Ditte & Morten     | Vals             | Manhattan — Sara Bareilles                          | 8      | 7       | 7        | 7     | 29    | Ude      |
| 3      | Ditte & Morten     | Argentinsk tango | Bahia Blanca — Carlos Di Sarli y Su Orquesta Tipica | 9      | 8       | 8        | 8     | 33    | Ude      |
| 4      | Sara Maria & Silas | Rumba            | I See Fire — Ed Sheeran                             | 10     | 9       | 9        | 9     | 37    | Videre   |
| 4      | Sara Maria & Silas | Argentinsk tango | Este es el Rey — La Juan D'Arienzo                  | 10     | 9       | 10       | 9     | 38    | Videre   |

- I den tiende uge dansede parrene én af deres individuelle danse og én individuel argentinsk tango.

### Uge 11: Semifinale
| Nummer | Rækkefølge               | Dans             | Musik                                                       | Werner | Laxholm | Bendixen | Hübbe | Point | Resultat |
| ------ | ------------------------ | ---------------- | ----------------------------------------------------------- | ------ | ------- | -------- | ----- | ----- | -------- |
| 1      | Astrid & Thomas          | Slowfox          | Elsker dig for evigt — Szhirley                             | 8      | 8       | 8        | 8     | 32    | Ude      |
| 1      | Astrid, Thomas & Michael | Trio-cha-cha-cha | Everybody Loves to Cha Cha Cha — Sam Cooke                  | 9      | 9       | 9        | 9     | 36    | Ude      |
| 2      | Sara Maria & Silas       | Slowfox          | Roxanne — The Police                                        | 10     | 9       | 10       | 9     | 38    | Videre   |
| 2      | Sara Maria, Silas & Mads | Trio-samba       | Happy People — Airto Moreira                                | 10     | 10      | 10       | 10    | 40    | Videre   |
| 3      | Johannes & Claudia       | Slowfox          | Glemmer dig aldrig — Svenstrup & Vendelboe feat. Nadia Malm | 10     | 10      | 10       | 10    | 40    | Videre   |
| 3      | Johannes, Claudia & Mie  | Trio-jive        | Twistin' the Night Away — Sam Cooke                         | 10     | 10      | 10       | 10    | 40    | Videre   |

- I den ellevte uge skulle de tre resterende par ud i én individuel slowfox og trio-dans.

### Uge 12: Finale
| Nummer | Rækkefølge         | Dans       | Musik                                                 | Werner | Laxholm | Bendixen | Hübbe | Point | Resultat   |
| ------ | ------------------ | ---------- | ----------------------------------------------------- | ------ | ------- | -------- | ----- | ----- | ---------- |
| 1      | Johannes & Claudia | Jive       | Don't Stop the Beat — Hairspray OST                   | 9      | 9       | 9        | 9     | 36    | Andenplads |
| 1      | Johannes & Claudia | Hiphop     | Uptown Funk — Mark Ronson feat. Bruno Mars            | 10     | 10      | 10       | 10    | 40    | Andenplads |
| 1      | Johannes & Claudia | Freestyle  | Singin' in the Rain samt Sing Sing Sing               | 10     | 9       | 9        | 10    | 38    | Andenplads |
| 2      | Sara Maria & Silas | Rumba      | I See Fire — Ed Sheeran                               | 10     | 10      | 10       | 10    | 40    | Vindere    |
| 2      | Sara Maria & Silas | Hiphop     | Bang Bang — Jessie J feat. Ariana Grande, Nicki Minaj | 9      | 9       | 9        | 9     | 36    | Vindere    |
| 2      | Sara Maria & Silas | Freestyle  | Chandelier — Sia                                      | 10     | 10      | 10       | 10    | 40    | Vindere    |
| —      | De ti udstemte par | Fællesdans | She Came to Give It to You — Usher feat. Nicki Minaj  | —      | —       | —        | —     | —     | —          |

- I den tolvte uge dansede parrene én individuel dans valgt af dommerne, én hiphop og én freestyle frit sat sammen af parrene selv.